# MFM-кодирование
MFM-коди́рование (иногда в литературе встречаются названия «модифицированный код Миллера в квадрате», «МЧМ-кодирование»; англ. modified frequency modulation) — способ кодирования данных, один из способов физического кодирования (линейного кодирования, канального кодирования, цифрового кодирования, манипуляции сигнала). Служит для передачи цифровых данных от передатчика к приёмнику по последовательному интерфейсу. Является двуполярным двухуровневым (сигнал может принимать два значения, соответствующие низкому уровню и высокому уровню) кодом, в котором каждый информационный бит кодируется комбинацией из двух битов.
MFM-кодирование является модификацией частотной модуляции (англ. frequency modulation, FM). Применение MFM-кодирования при записи информации на гибкие диски позволяло увеличивать объём записываемой информации вдвое; такие диски назывались дисками двойной плотности («double density»). Для жёстких дисков вначале также использовалось MFM-кодирование, но вскоре был изобретён более эффективный метод кодирования информации RLL (run-length limited).
В случае с гибкими дисками новые методы уже не использовались в силу отсутствия необходимости в переносе больших объёмов данных на гибких дисках (это было бы недостаточно надёжно). Кроме того, в случае с гибкими дисками требуется совместимость новых стандартов кодирования и старых: любой современный дисковод может читать как FM-, так и MFM-кодированные диски, в то время как принцип RLL-кодирования принципиально отличается от двух предыдущих.

## Кодирование

Кодирование байта данных при помощи частотной модуляции (верхний график) и модифицированной частотной модуляции (нижний график). Синей пунктирной линией обозначен такт синхронизации (наличие или отсутствие в нём переключения игнорируется), красной — такт данных (в нём наличие переключения кодирует единичный бит, а отсутствие — нулевой)

При MFM-кодировании изменение тока записи происходит в середине интервала (такта), если передаваемый бит равен 1, и на границе интервала, если оба соседних бита равны 0. Направление переключения тока не имеет значения.
| Данные        | … 0 …   | … 0 1 … | … 1 0 … | … 1 …   |
| Тактовые биты | …? 1 ?… | …? 0 0… | …0 0 ?… | …0 0 0… |
| MFM-код       | …?010?… | …?010…  | …010?…  | …01010… |

Заметим, что тактовые биты, идущие до и после последовательности, иногда известны, а иногда требуют знания дополнительных бит данных.
Более длинный пример (полужирным выделены биты данных, остальные — тактовые):
```
Данные:    
0 0 0 1 1 0 1 1

Тактовые: ? 1 1 0 0 0 0 0 0
Код:      ?
0
1
0
1
0
0
1
0
1
0
0
0
1
0
1
0
```

С целью синхронизации контроллера при считывании данных в начале блока данных записывается специальный маркер, представляющий собой шестнадцатеричный байт A1 (10100001), в котором положенное согласно протоколу переключение тока между двумя нулевыми битами (пятым и шестым) не производится.
```
Порядковый номер        1   2   3   4   5   6   7   8
         Данные:     
   1   0   1   0   0   0   0   1   ?

    Такт данных:        ↓   ↓   ↓   ↓   ↓   ↓   ↓   ↓   ↓
Уровень сигнала:      ‾‾|_______|‾‾‾‾‾|_______|‾‾‾‾‾|___?...
     Синхротакт:      ↑   ↑   ↑   ↑   ↑   ↑   ↑   ↑   ↑   ↑
                             В этом такте ^ переключение не происходит
```

Полученная таким образом последовательность уровней сигнала (4 полупериода одного уровня — 3 полупериода другого — 4 полупериода исходного уровня — 3 полупериода другого), с одной стороны, не противоречит требуемому по протоколу условию («уровень сигнала может оставаться неизменным на протяжении не более 4 полупериодов»), а с другой — никогда не встречается в потоке обычных записываемых данных (в котором сигнал, соответствующий этой последовательности бит, должен выглядеть как 4-3-2-2-3). Задача ещё более облегчается тем фактом, что несколько таких маркерных последовательностей располагаются одна за другой, и в этом случае отмеченный вопросительным знаком бит известен и равен 1. Таком образом, для обнаружения маркера во входящем потоке переключений достаточно отследить несколько повторений последовательности длительностей 4-3-4-3-2, без необходимости анализировать индивидуальные биты.

## Применение
- В большинстве форматов записи на гибкие и жёсткие диски.
- В протоколе передачи RFID-меток[1]
- В протоколах передачи цифровых данных по каналу связи на физическом уровне
- В беспроводных технологиях передачи данных малого радиуса Near Field Communication